# Təzə Şilyan
Təzə Şilyan è un comune dell'Azerbaigian situato nel distretto di Ucar. Conta una popolazione di 2 734 abitanti.